# 碓井益雄
碓井 益雄（うすい ますお、1911年3月26日 - 1997年6月25日）は、日本の動物学者。

## 人物・来歴
朝鮮・京城（現・ソウル特別市）生まれ。東京帝国大学理学部生物学科卒、1952年「有尾両棲類における重複肢に関する研究、特に肢の場の構造との関係について」で東京大学より理学博士の学位を取得。東京文理科大学教授、東京教育大学理学部教授。1974年定年退官、名誉教授。動物実験発生学専攻。

## 著書
- 『おたまじゃくし』 (少年の観察と実験文庫) 織田秀実 絵. 岩崎書店, 1951
- 『動物の発生』 (図説生物実習体系) 地球出版, 1962
- 『文化史の中の科学 生命観と宇宙観の歩み』創流社, 1980.11
- 『動物の左右性をさぐる 生命への模索』蒼樹書房, 1981.4
- 『文化史の中の科学 生命観と宇宙観の歩み』彩流社, 1981.4
- 『霊魂の博物誌 原始生命観の体系』河出書房新社, 1982.11
- 『蛙』 (ものと人間の文化史) 法政大学出版局, 1989.10
- 『イモリと山椒魚の博物誌 本草学、民俗信仰から発生学まで』工作舎, 1993.2
- 『子づくりの博物誌 生と性をめぐるイマジネーション』工作舎, 1994.4

### 共編著
- 『生物科学辞典』真船和夫,八杉龍一共編. みすず書房, 1956
- 『発生とその仕組み』 (出光科学叢書）浅島誠共著. 出光書店, 1983.8
- 『青少年 動物植物の科学』全3巻　稲葉左馬吉(編) 古川晴男共著. 清水書房, 1948-1949

### 翻訳
- C.H.ウォディントン『生命の本質』白上謙一共訳. 岩波書店, 1964
- エリザベス・K.クーパー『裏庭の科学』 (少年少女科学読物) 天木茂晴 等画. 学習研究社, 1971
- C.V.ブルーワー『脳と脊髄 その制御と統合のはたらき』 (新生物学シリーズ) 渋谷達明共訳. 河出書房新社, 1974
- ポール・R.エーアリック、リチャード・E・スレー、マイケル・J・ホーム著『地球市民のための生物学序説』柳田為正共訳. 啓学出版, 1978-1979